# گزارش اروپا (فیلم)

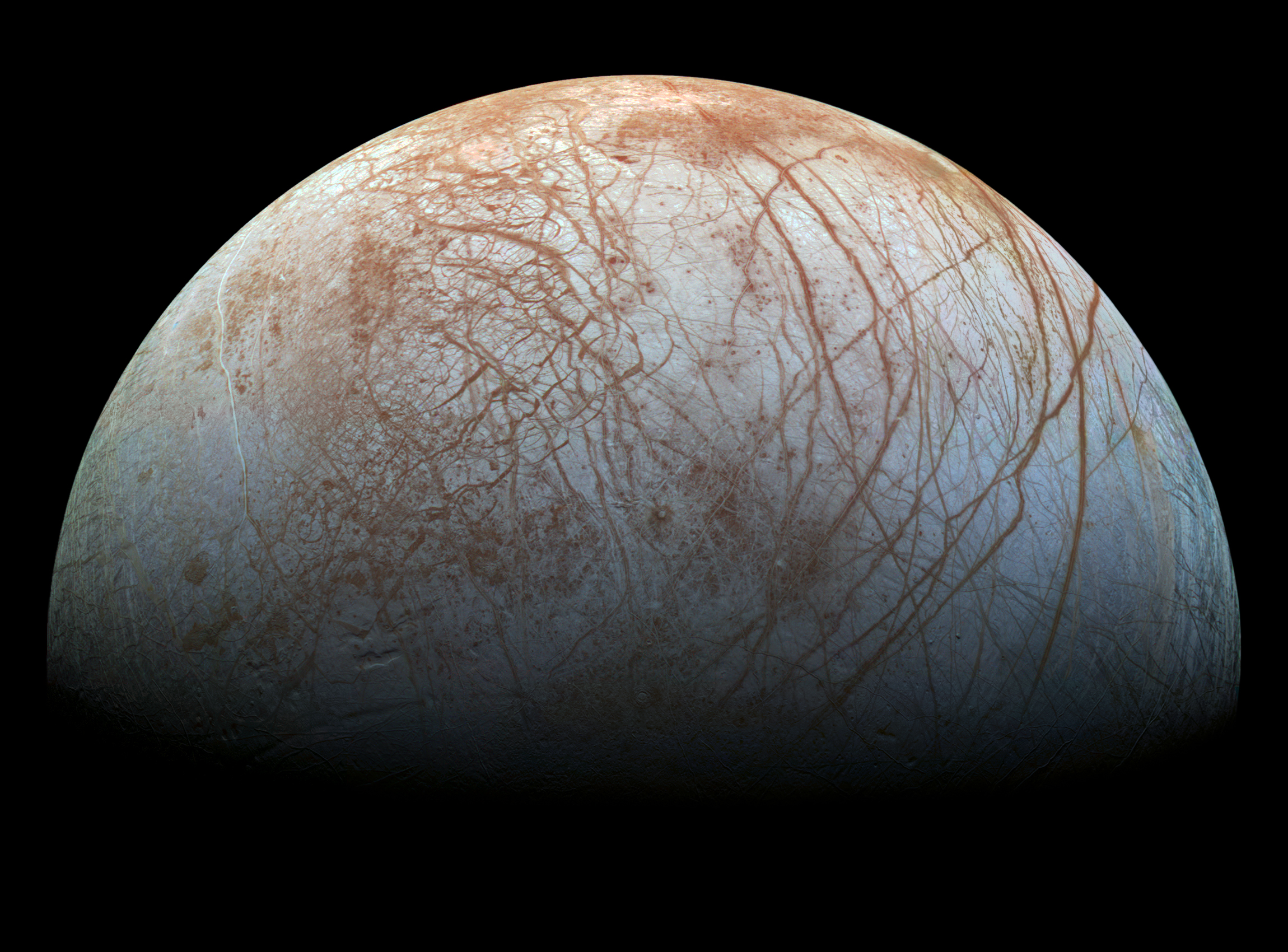
تصویر قمرهای ستاره مشتری

گزارش اروپا (به انگلیسی: Europa Report) فیلمی علمی–تخیلی در سبک فضایی به کارگردانی سباستین کوردرو محصول ۲۰۱۳ آمریکا می‌باشد.

## داستان فیلم
گروهی فضانورد طی مأموریتی در حال بررسی حیات در یکی از قمرهای سیاره مشتری یعنی اروپا، هستند؛ اما ظاهراً نیرویی ناشناس مانع از فعالیت تحقیقاتی فضانوردان است.